# Mahabe
Mahabe is een plaats en commune in het westen van Madagaskar, behorend tot het district Besalampy, dat gelegen is in de regio Melaky. Tijdens een volkstelling in 2001 telde de plaats 9.879 inwoners.
De plaats biedt enkel lager onderwijs aan. 85 % van de bevolking werkt als landbouwer en 15 % houdt zich bezig met veeteelt. De belangrijkste landbouwproducten zijn rijst en raffia; andere belangrijke producten zijn pinda's en maniok.